# Pálfa
Pálfa is een plaats (község) en gemeente in het Hongaarse comitaat Tolna. Pálfa telt 1867 inwoners (2001).